# Bisdom Nueve de Julio

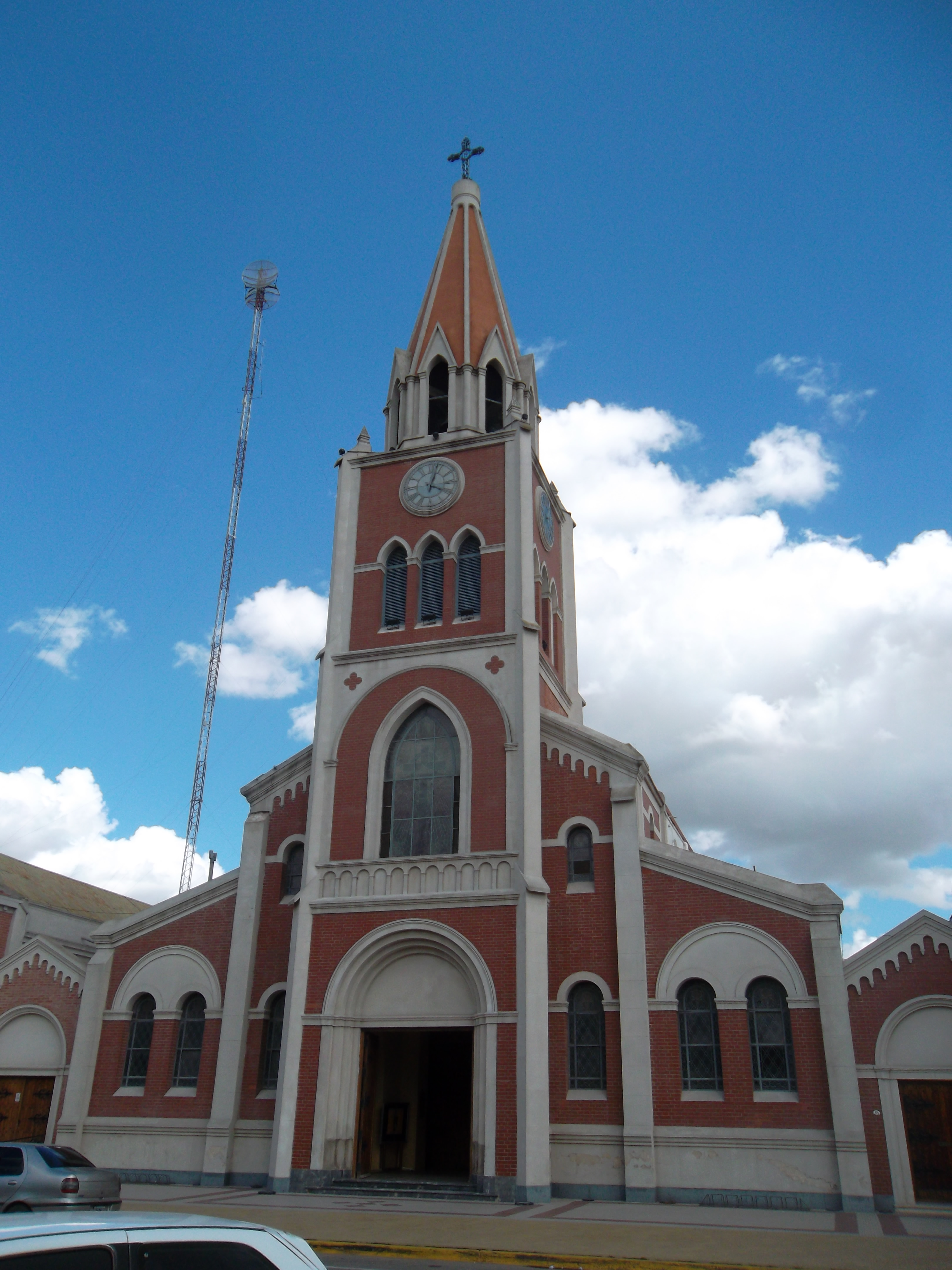
De kathedraal Santo Domingo de Guzmán van Nueve de Julio

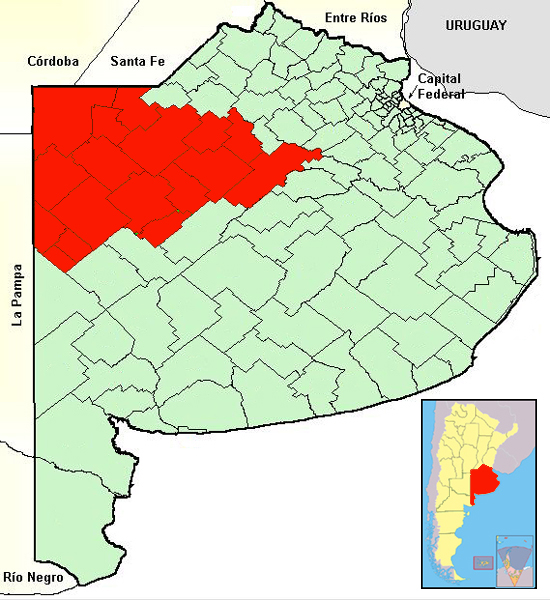
Het bisdom (rood) binnen de provincie Buenos Aires

Het bisdom Nueve de Julio (Latijn: Dioecesis Sancti Dominici Novem Iulii) is een rooms-katholiek bisdom met als zetel Nueve de Julio in Argentinië. Het bisdom is suffragaan aan het aartsbisdom Mercedes-Luján.
Het bisdom werd opgericht in 1957 en was toen suffragaan aan het aartsbisdom La Plata. In 2019 werd het suffragaan aan het aartsbisdom Mercedes-Luján.
In 2019 telde het bisdom 35 parochies. Het bisdom heeft een oppervlakte van 57.016 km2 en telde in 2019 466.000 inwoners waarvan 89,2% rooms-katholiek waren. 

## Bisschoppen
- Agustín Adolfo Herrera (1957-1961)
- Antonio Quarracino (1962-1968)
- Alejo Benedicto Gilligan (1969-1991)
- José Vittorio Tommasí (1991-1998)
- Martín de Elizalde, O.S.B. (1999-2015)
- Ariel Edgardo Torrado Mosconi (2015-)

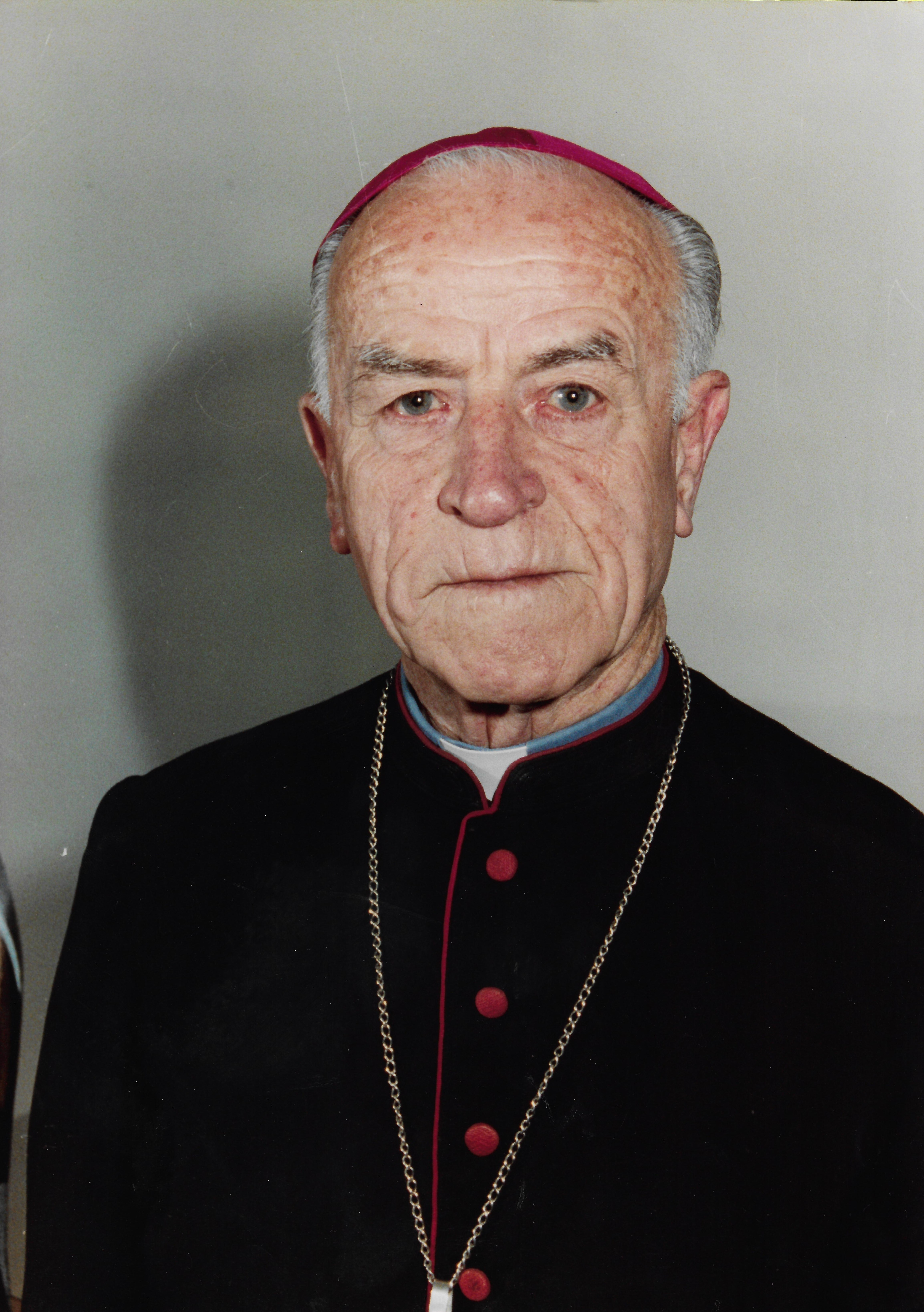
Alejo Benedicto Gilligan
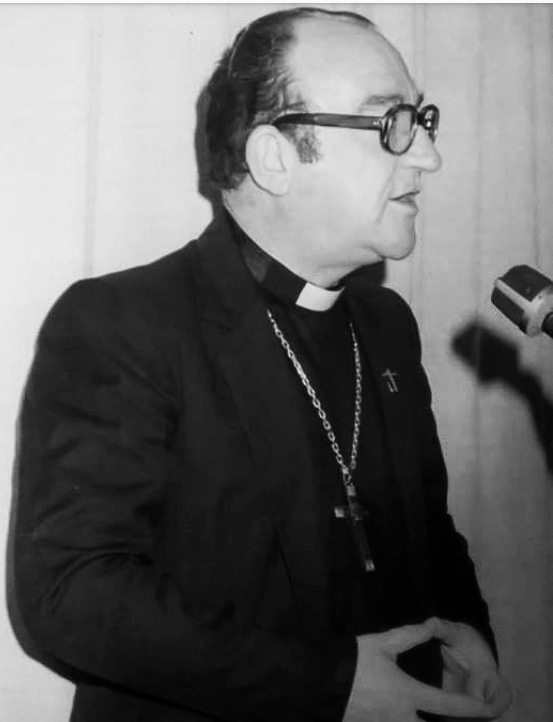
José Vittorio Tommasí
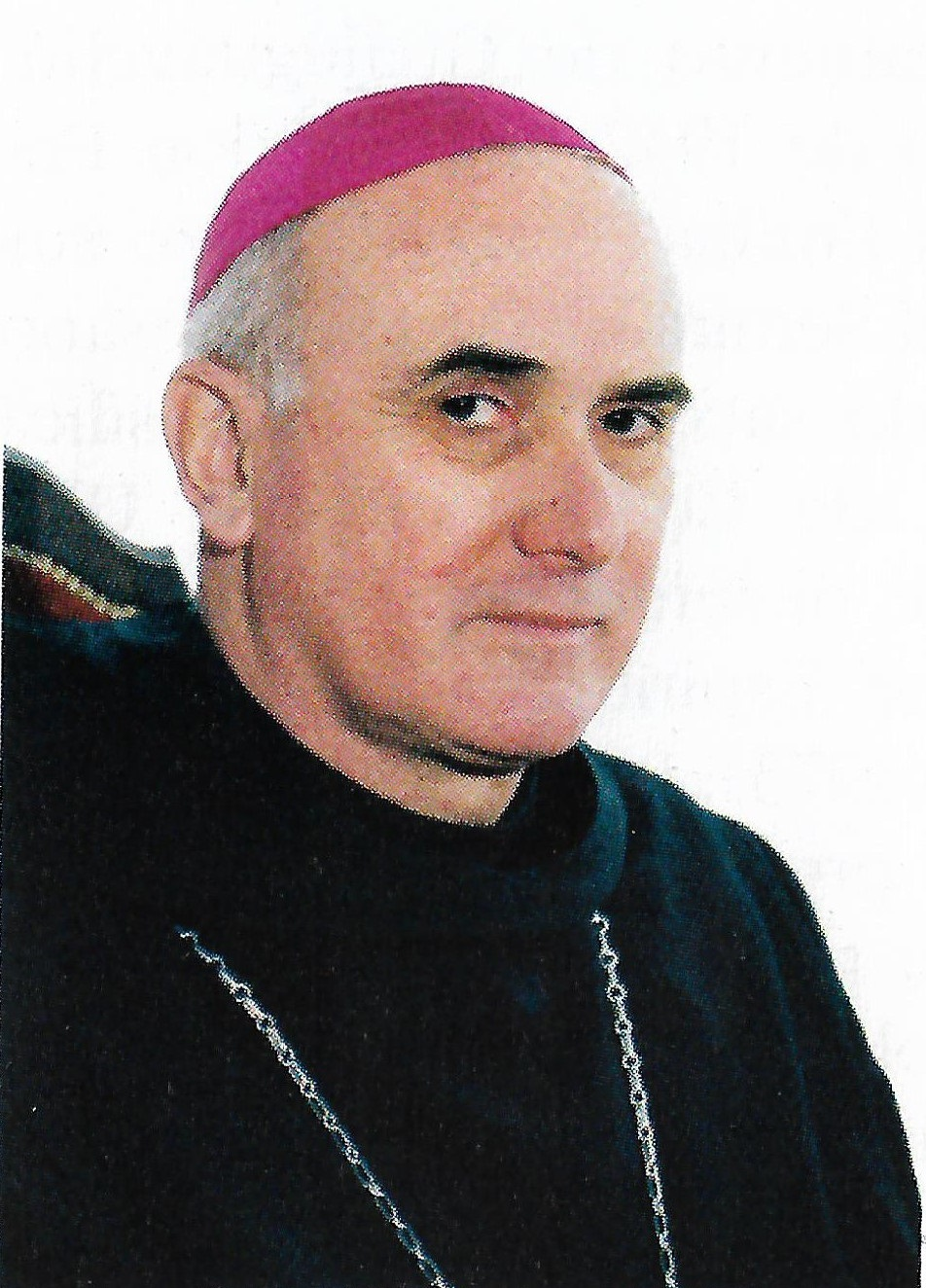
Martín de Elizalde
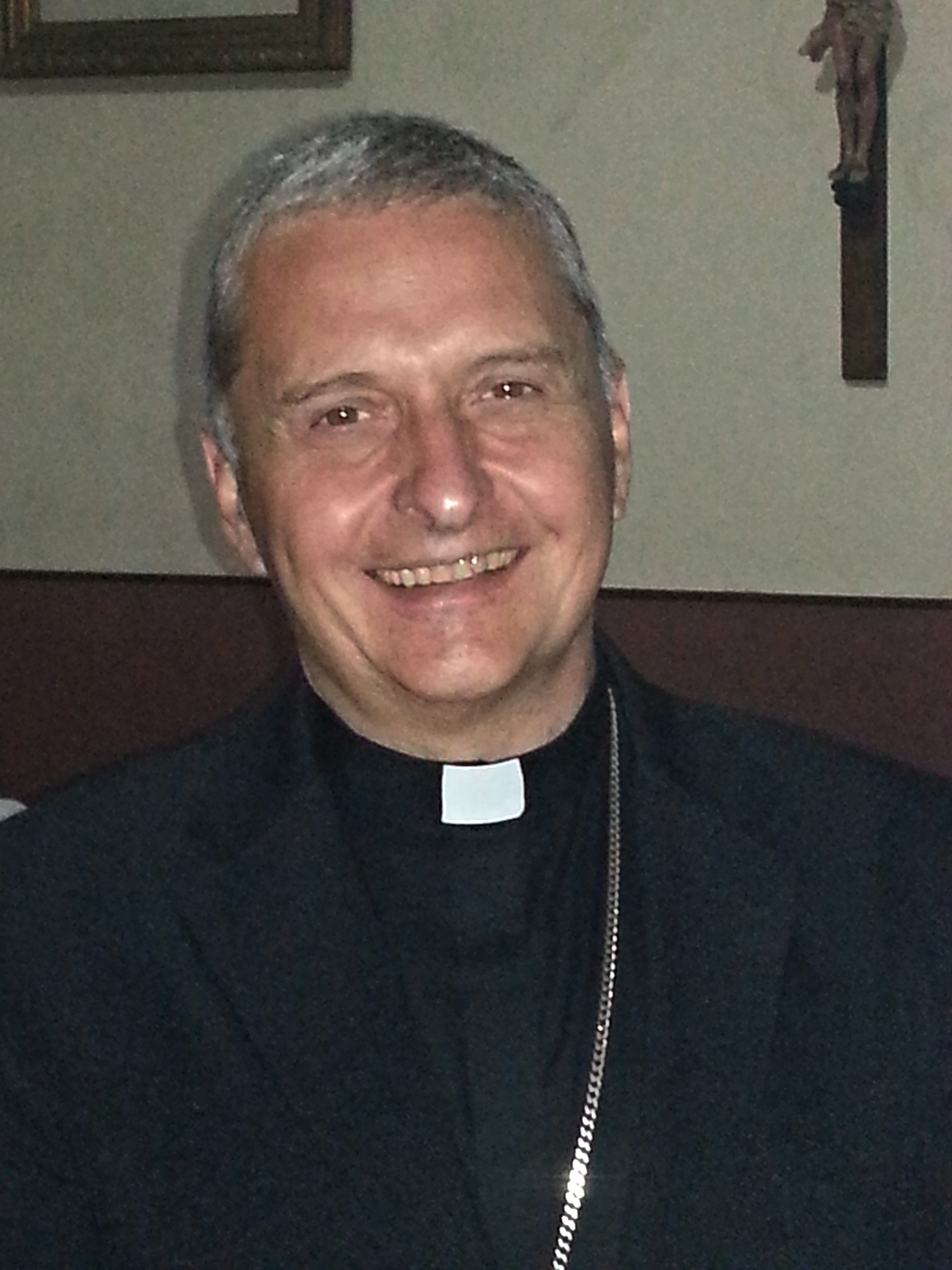
Ariel Edgardo Torrado Mosconi

Mercedes-Luján (aartsbisdom) · Merlo-Moreno · Nueve de Julio · Zárate-Campana